# Wirtembergia-Badenia

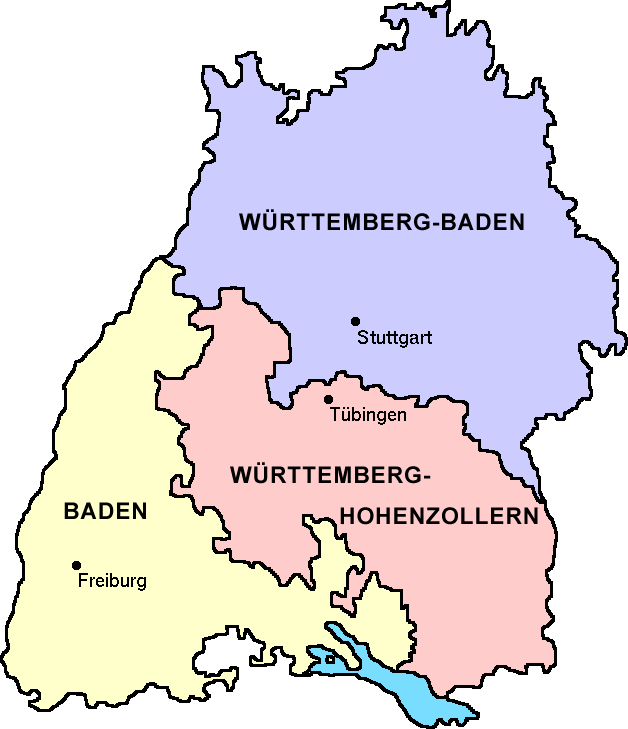
Trzy kraje związkowe tworzące Badenię-Wirtembergię – Wirtembergia-Badenia oznaczona kolorem niebieskim

Wirtembergia-Badenia (niem. Württemberg-Baden) – dawny kraj niemiecki i jeden z założycielskich krajów związkowych Republiki Federalnej Niemiec ze stolicą w Stuttgarcie, istniejący w latach 1946–1952.
Wirtembergia-Badenia powstała poprzez zjednoczenie okupowanych przez wojska amerykańskie terytoriów stanowiących niegdyś północne części Wirtembergii oraz Badenii. Południową granicę amerykańskiej strefy okupacyjnej ustalono tak, że w jej obrębie znalazły się wszystkie powiaty, przez które przebiegała autostrada Karlsruhe – Monachium (obecnie autostrada A8). 21 grudnia 1945 roku amerykańskie władze okupacyjne powołały tymczasowe przedstawicielstwo ludowe dla dawnych północnych terytoriów Badenii i Wirtembergii, składające się z przedstawicieli partii antynazistowskich, burmistrzów i starostów powiatowych, a także przedstawicieli organizacji zawodowych, uczelni oraz kościołów. Stolicą tak utworzonego kraju został Stuttgart, największe miasto na jego terenie i wcześniejsza stolica Wirtembergii. Wirtembergia-Badenia miała 3,5 miliona mieszkańców i powierzchnię 15 700 km². 30 czerwca 1946 wybrano Krajowe Zgromadzenie Konstytucyjne (Verfassunggebende Landesversammlung). Konstytucja kraju powstała w październiku 1946 roku, zaś 24 listopada została przyjęta w referendum, połączonym z wyborami do pierwszego parlamentu krajowego (landtagu). Kraj dzielił się na dwie jednostki administracyjne grupujące badeńskie i wirtemberskie terytoria – okręgi krajowe (Landesbezirke), pełniące rolę analogiczną do rejencji. Okręg Badenia ze stolicą w Karlsruhe był w przybliżeniu o połowę mniejszy od okręgu Wirtembergia.
Wraz z utworzeniem Republiki Federalnej Niemiec, 23 maja 1949 roku, Wirtembergia-Badenia weszła w jej skład. Artykuł 29. Konstytucji Federalnej umożliwiał zmiany granic krajów federalnych, „w celu zapewnienia, że kraje pod względem wielkości i wydolności są w stanie skutecznie pełnić swe zadania”. Ażeby uniknąć działania ze strony federacji, kraje Wirtembergia-Badenia, Badenia oraz Wirtembergia-Hohenzollern przeprowadziły 24 września 1950 roku referendum sondażowe, zaś 16 grudnia następnego roku wiążące referendum w sprawie zjednoczenia. W obydwu głosowaniach przeważali w Wirtembergii-Badenii zwolennicy zjednoczenia. 25 kwietnia 1952 roku powstał kraj związkowy Badenia-Wirtembergia.
Z obszaru Wirtembergii-Badenii utworzono dwie rejencje: rejencja Wirtembergia Północna ze stolicą w Stuttgarcie została później przekształcona w rejencję Stuttgart, zaś rejencja Badenia Północna ze stolicą w Karlsruhe w rejencję Karlsruhe.
Funkcję premiera kraju Wirtembergia-Badenia pełnił przez trzy kadencje Reinhold Maier z Demokratische Volkspartei.